# Permisia (Star Trek: Seria originală)
„Permisia” este un episod din Star Trek: Seria originală care a avut premiera la 29 decembrie 1966.

## Prezentare
Căpitanul Kirk dă ordin de permisie pentru echipajul navei Enterprise pe o planetă aparent nelocuită din sistemul Omicron Delta. Odată ajunși pe planetă, echipajul începe să vadă lucruri stranii, ca de pildă pe Iepurele Alb, pe Don Juan și un samurai mânuind o sabie. Kirk îl vede aievea pe Finnegan (și se ia la trântă cu el), un rival de-al său din timpul studiului la Academia Flotei Stelare. Spock descoperă că planeta pare să consume o cantitate mare de energie de la motoarele navei, punând Enterprise în pericol.